# (17213) 2000 AF186
A (17213) 2000 AF186 a Naprendszer kisbolygóövében található aszteroida. A LINEAR projekt keretében fedezték fel 2000. január 8-án.